# مؤسسة الاستثمار الصينية
مؤسسة الاستثمار الصينية ( CIC ) ( الصينية : 中国 投资 有限 责任 公司 ) هي صندوق ثروة سيادية مسؤول عن إدارة جزء من احتياطيات النقد الأجنبي لجمهورية الصين الشعبية . تأسست في عام 2007 بحوالي 200 مليار دولار أمريكي من الأصول تحت الإدارة. في نهاية عام 2017 ، كان لديها أكثر من 941 مليار دولار أمريكي من الأصول الخاضعة للإدارة.

## الشركات التابعة وحقوق الأقلية
- جي دي أف سويس للاستكشاف والإنتاج (30٪ ؛ مشروع مشترك مع إنجي ) [2][3]

## روابط خارجية
- مؤسسة الاستثمار الصينية
- معهد صندوق الثروة السيادية - مؤسسة الاستثمار الصينية